# Werner R. Heymann

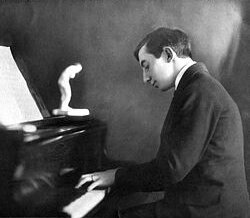
Werner R. Heymann.

Werner R. Heymann, född 14 februari 1896 i Königsberg, Ostpreussen, Kejsardömet Tyskland (nu enklaven Kaliningrad, Ryssland), död 30 maj 1961 i München, Västtyskland, var en tysk kompositör som bland annat skrev filmmusik till en stor mängd tyska och amerikanska filmer under 1920-talet, 1930-talet och 1940-talet. Hans filmmusik har nominerats till Oscars vid fyra tillfällen.

## Filmmusik, urval
- 1926 – Faust
- 1928 – Spionen
- 1930 – Kärlek och bensin
- 1931 – Wien dansar och ler
- 1931 – Hennes Höghet befaller
- 1931 – När millionerna rulla
- 1932 – Dag ut och natt in
- 1932 – Hoppla, här kommer jag!
- 1933 – Säsong i Kairo
- 1938 – Blåskäggs åttonde hustru
- 1939 – Ninotchka
- 1940 – Den lilla butiken
- 1940 – Den så kallade kärleken
- 1941 – En förbryllande natt
- 1941 – Korsdrag i paradiset
- 1941 – Som man bäddar...
- 1942 – Alla kysste bruden
- 1944 – Ja, må han leva!
- 1944 – Blixtkär
- 1945 – Ingen hejd på galenskaperna
- 1947 – Åh, en sån onsdag
- 1948 – En man på kroken
- 1950 – Susan gör skandal